# 幸震村
幸震村（さつないむら）は、かつて北海道河西郡に存在した村である。

## 沿革
- 1902年（明治35年）4月1日 - 北海道二級町村制施行により河西郡幸震村が村制施行し、幸震村が発足。
- 1915年（大正4年）4月1日 - 河西郡上帯広村、売買村と合併し大正村を新設して消滅。
- 1947年（昭和22年）9月1日 - 旧村域である大正村大字幸震村の一部が分割され、新設の中札内村、更別村の一部となる。